# Arirang
|  | Maskinoversættelse og/eller tvivlsomt indhold Denne sides indhold bærer præg af at være en maskinoversættelse og/eller meget dårligt og uklart formuleret. Det vurderes at sproget er så dårligt og eventuelt forkert eller til at misforstå, at det bør omskrives eller oversættes på ny. Du kan hjælpe med at oversætte til korrekt dansk i denne og lignende artikler. Hvis dette ikke sker inden for kort tid, kan en sletning komme på tale. Se evt. denne sides diskussionsside eller i artikelhistorikken. |

"Arirang" (koreansk: 아리랑, oversat: alene) er en koreansk folkesang, ofte betragtes som det uofficielle nationalsang i Korea.
Sydkorea fik optaget sangen på UNESCOs liste over Mesterværker i mundtlig og immateriel kulturarv i 2012. Dette blev efterfulgt af Koreas kulturarvsstyrelses annoncering af en femårsplan for at fremme og bevare sangen. Planen understøtter "Arirang"-festivaler ved regionale organisationer med det formål at opbygge et arkiv om sangen, fremme forskningsbevillinger, holde udstillinger og så videre. Sangen første oversættelse til sangbare tekster på ni sprog blev udført i december 2013.
Nordkorea forelagde også sangen til den immaterielle kulturarvsliste, og fik optaget sangen på listen i 2014.

## Etymologi
Mange versioner af sangen starter med at beskrive de kvaler, som rammer personen i sangen, mens denne krydser et bjergpas. "Arirang" er et navn for passet, og dermed titlen på sangen. Nogle versioner af "Arirang" nævner Mungyeong Saejae, som er det vigtigste bjergpas på vejen der forbinder Seoul og sydøstlige Gyeongsang provins i tiden under Joseon-dynastiet.
Der er tilsyneladende en række pas kaldet "Arirang pas" i Korea. Et af dem ligger i centrum-nordøstlige Seoul. Dette særlige pas blev dog oprindeligt kaldet Jeongneung-passet og blev først omdøbt Arirang i 1926 for at markere udgivelsen af filmen Arirang. Ældre versioner af sangen forekommer længe før filmen.
Arirang Pasthiea (아리랑 고개) er et imaginært mødested for elskende i drømmeland, selv om det findes et virkeligt bjergpas kaldet "Arirang Gogae" uden for Lille østerport i Seoul. Heltinden i historien, hvorfra "Arirang"-sangen stammede, var rimeligvis tjenestepige af Miryang. I virkeligheden var hun en beskeden kvinde dræbt af en ulykkelig elsker, men som tiden gik, blev den tragiske historie ændret til en ulykkelig elskerinde, der klagede over hendes ufølsomme elsker. Melodien er blid og tiltalende. Historien er fortalt i "Miss Arirang" i folkeeventyr i "fortællinger om det gamle Korea" (Korean Cultural Series, Vol. VI).

## Historie
Der er omkring 40 forskellige teorier om sangens oprindelse.
En førende teori går tilbage til den tid, da Heungseon Daewongun (1820-1898), fader til den næstsidste Joseon-monark Gojong, var fungerende regent, mens kongen endnu var for ung til at regere i 1860'erne.
Ifølge denne teori er "Arirang" en sang med den kinesiske titel "Airang", som betyder "Jeg forlader min elskede," der fortæller om sorgen blandt almuen i hele landet, som blev taget væk fra deres kone eller kæreste og bragt til Seoul for at medvirke ved et kongeligt projekt om at genopbygge Gyeongbok-paladset under Heungseon Daewongun-reglen.
Nogle mener, at et gammelt digt skrevet for at rose "en ung," hustru til Silla s stiftende monark Park Hyeokgeose (69 f.Kr.-4 e.Kr.) blev omdannet til sangtekster af "Arirang", mens andre mener, at ordet "Arirang" kom fra Jurchen-stammens sprog "arin," i betydningen "hjemby" eller et lignende navn på en indisk gud.
"Det faktum, at der er så mange folkeeventyr om oprindelsen af 'Arirang' viser, at den traditionelle folkesang godt omfavner de glæder og sorger det koreanske folk," siger Lee Dong-bok, chef for National Gukak Center for bevarelse og udvikling af Koreas traditionelle musik og dans.
Men det var først i slutningen af det 19. århundrede, at "Arirang" blev den mest elskede folkevise blandt koreanerne. De oplevede den turbulente udvikling fra Joseon-æraen til det japanske kolonistyre i Korea (1910-1945), og sangen blev i den forbindelse forvandlet fra at være en lyrisk folkesang til en sang om modstanden mod de japanske kolonisatorer.
Fra 1960s-erne til 1980-erne, da Sydkorea var under autoritære præsidenters styre, blev "Arirang" ofte anvendt som sang ved pro-demokratiske folkelige markeringer. I 2002 under VM blev "Arirang" en af de mest anvendte folkelige jubelmanifestationer.

## Variationer
"Arirang" har mange variationer, der kan grupperes i klasser baseret på teksterne, når omkvædet bliver sunget, arten af omkvædet, den overordnede melodi, og så videre. Titlerne på forskellige versioner af "Arirang" er normalt markeret af deres oprindelsessted eller ved en anden form for markering.
Den oprindelige form for "Arirang" er Jeongseon Arirang, som er blevet sunget i mere end 600 år. Men den mest berømte version af "Arirang" er den fra Seoul. Det er den såkaldte Bonjo Arirang, selv om den ikke er faktisk "standard" (bonjo: 본조; 本 調). Denne version er mere almindeligt kendt som Arirang, og er af relativ ny oprindelse. Det blev først gjort populær, da den blev brugt som temasang af den indflydelsesrige tidlige spillefilm "Arirang" i 1926. Denne version af sangen kaldes også Sin Arirang (Shin: "nye"), eller Gyeonggi Arirang, efter dens herkomst, Seoul, som tidligere var en del af Gyeonggi-provinsen. (Titlerne Bonjo Arirang og Sin Arirang er også undertiden anvendt på andre versioner af sangen.)
Særligt berømte folkemusik versioner af Arirang-som alle længe forud standardversionen-omfatter:
Jeongseon Arirang, (정선 아리랑) fra Jeongseon amt i gangwon;
Jindo Arirang (진도 아리랑) fra Jindo amt i South Jeolla-provinsen; og
Milyang Arirang (밀양 아리랑) fra Milyang i South Gyeongsang-provinsen.
Paldo Arirang er undertiden brugt til kollektivt at betegne alle de mange regionale udgaver af sangen, som sunget i de fjerntliggende områder i Koreas traditionelle otte provinser (Paldo).

## Oversættelse til andre sprog
Indtil 2013 var sangens tekst ikke blevet oversat til andre sprog på en sangbar måde, hvilket tvang sangere til at synge romaniserede koreanske tekster. I efteråret 2013 foretog en gruppe af professionelle oversættere og tolke fra Hankuk Universitetet en oversættelse og tolkning til sangbare sangtekster af "Arirang" i ni andre ikke-koreanske sprog. Den 3. december 2013 iorganiserede professor Jongsup juni en koncert under titlen "Lad verden synge Arirang i deres tunger", hvor kor af studerende sang den berømte Kyunggi-"Arirang" på engelsk, kinesisk, japansk, fransk, italiensk, spansk , tysk, russisk, arabisk og koreansk.
Sohyang præsterede en formidabel version under "Immortal Songs 2" på KBS i Sydkorea den 14. marts 2015.

## Tekst oversat
Arirang, Arirang, Arariyo ...
Jeg passerer over Arirang Pas.
Manden/kvinden, der forlod mig,
vil ikke gå endnu ti li før hans/hendes fødder smerter.
Arirang, Arirang, Arariyo ...
Lige som der er mange stjerner på den klare himmel,
er der også mange drømme i vores hjerte.
Arirang, Arirang, Arariyo ...
Bjerget derovre er Baekdu Bjerget,
hvor selv midt om vinteren blomsterne blomstrer.
Arirang, Arirang, Arariyo ...